# Citarodia
La citarodia era un genere della lirica nell'antica Grecia, costituito dal canto accompagnato da uno strumento a corde come la cetra o la lira. Il termine citarodia deriva infatti da citara, nome greco della cetra.

## Storia
Possediamo poche informazioni sulla citarodia, principalmente tramite frammenti dell'opera di Stesicoro. L'iniziatore della citarodia è considerato Terpandro. La scuola citarodica di Lesbo, che a lui si rifaceva e che doveva essere una sorta di corporazione professionale a struttura gentilizia, ebbe una lunga e fortunata tradizione.
L'esecuzione era costituita da un assolo su argomento mitico, in forma pubblica e generalmente accompagnato dalla danza di un coro. Il testo comprendeva diverse centinaia di versi e l'esecuzione poteva avvenire in occasione di gare che coinvolgevano diversi cantori – per esempio a Delfi, in onore di Apollo – oppure per celebrazioni pubbliche.
Altri generi simili erano la citaristica (musica per sola cetra) e l'auletica (musica per soli strumento a fiato, come l'aulos).